# Тервел Длагнєв
Тервел Длагнєв (англ. Tervel Dlagnev; нар. 19 листопада 1985, Софія) — американський борець вільного стилю болгарського походження, дворазовий бронзовий призер чемпіонатів світу, дворазовий чемпіон Панамериканських чемпіонатів, чемпіон Панамериканських ігор, дворазовий чемпіон і триразовий призер кубків світу, бронзовий призер Олімпійських ігор.

## Біографія
Народився у столиці Болгарії Софії. У віці чотирьох років переїхав до США. Боротьбою займається з 2001 року. Закінчив Університет Техаса в Арлінгтоні.

## Спортивні результати на міжнародних змаганнях

### Виступи на Олімпіадах
| Змагання                    | Збірна | Вагова категорія           | Місце  |
| --------------------------- | ------ | -------------------------- | ------ |
| Літні Олімпійські ігри 2012 | США    | вільна боротьба, до 120 кг | Бронза |
| Літні Олімпійські ігри 2016 | США    | вільна боротьба, до 125 кг | 5      |

На літніх Олімпійських іграх 2012 року Длагнєв спочатку поділив 4 та 5 місця з Даулетом Шабанбаєм. У січні 2019 року Давид Модзманашвілі з Грузії, який спочатку виграв срібну медаль, був дискваліфікований після позитивного результату тесту на заборонені речовини. 23 липня 2019 року було оголошено, що в результаті повторного тестування зразків золотий медаліст Артур Таймазов з Узбекистану також був дискваліфікований. У лютому 2020 року МОК визначив підсумкову таблицю та медалі та нагородив Гасемі та Махова відповідно золотою та срібною медалями, а Длагнєв та Шабанбай стали бронзовими призерами.

### Виступи на Чемпіонатах світу
| Змагання                        | Збірна | Вагова категорія           | Місце  |
| ------------------------------- | ------ | -------------------------- | ------ |
| Чемпіонат світу з боротьби 2009 | США    | вільна боротьба, до 120 кг | Бронза |
| Чемпіонат світу з боротьби 2011 | США    | вільна боротьба, до 120 кг | 5      |
| Чемпіонат світу з боротьби 2013 | США    | вільна боротьба, до 120 кг | 5      |
| Чемпіонат світу з боротьби 2014 | США    | вільна боротьба, до 125 кг | Бронза |

### Виступи на Панамериканських чемпіонатах
| Змагання                                   | Збірна | Вагова категорія           | Місце  |
| ------------------------------------------ | ------ | -------------------------- | ------ |
| Панамериканський чемпіонат з боротьби 2010 | США    | вільна боротьба, до 120 кг | Золото |
| Панамериканський чемпіонат з боротьби 2012 | США    | вільна боротьба, до 120 кг | Золото |

### Виступи на Панамериканських іграх
| Змагання                  | Збірна | Вагова категорія           | Місце  |
| ------------------------- | ------ | -------------------------- | ------ |
| Панамериканські ігри 2011 | США    | вільна боротьба, до 120 кг | Золото |

### Виступи на Кубках світу
| Змагання                    | Збірна | Вагова категорія           | Місце  |
| --------------------------- | ------ | -------------------------- | ------ |
| Кубок світу з боротьби 2010 | США    | вільна боротьба, до 120 кг | Золото |
| Кубок світу з боротьби 2012 | США    | вільна боротьба, до 120 кг | Золото |
| Кубок світу з боротьби 2013 | США    | вільна боротьба, до 120 кг | Срібло |
| Кубок світу з боротьби 2014 | США    | вільна боротьба, до 125 кг | Бронза |
| Кубок світу з боротьби 2015 | США    | вільна боротьба, до 125 кг | Срібло |

### Виступи на інших змаганнях
| Змагання                                                     | Збірна | Вагова категорія                  | Місце  |
| ------------------------------------------------------------ | ------ | --------------------------------- | ------ |
| Чемпіонат світу з боротьби серед студентів 2008              | США    | вільна боротьба, до 120 кг        | Золото |
| Турнір Дана Колова — Николи Петрова 2009                     | США    | вільна боротьба, до 120 кг        | Срібло |
| Кубок Тахті 2009                                             | США    | вільна боротьба, до 120 кг        | Бронза |
| Золотий Гран-прі з боротьби 2009                             | США    | вільна боротьба, до 120 кг        | Золото |
| Золотий Гран-прі з боротьби 2010 (Баку)                      | США    | вільна боротьба, до 120 кг        | Срібло |
| Кубок Імамалі Хабібі і Абдоллаха Мохамеда 2010               | США    | вільна боротьба, до 120 кг        | Срібло |
| Міжнародний турнір Ньюйоркського атлетичного клубу 2010      | США    | вільна боротьба, до 120 кг        | Золото |
| Золотий Гран-прі з боротьби 2011 (Красноярськ)               | США    | вільна боротьба, до 120 кг        | Бронза |
| Кубок Президента Бурятської Республіки з боротьби 2011       | США    | вільна боротьба, до 120 кг        | Золото |
| Турнір Олександра Медведя 2011                               | США    | вільна боротьба, до 120 кг        | Бронза |
| Київський Міжнародний турнір з боротьби 2011                 | США    | вільна боротьба, до 120 кг        | 5      |
| Меморіал Вацлава Циолковського 2011                          | США    | вільна боротьба, до 120 кг        | Бронза |
| Золотий Гран-прі з боротьби 2012 (Красноярськ)               | США    | вільна боротьба, до 120 кг        | Срібло |
| Cerro Pelado International 2012                              | США    | вільна боротьба, до 120 кг        | Золото |
| Меморіал Вацлава Циолковського 2012                          | США    | вільна боротьба, до 120 кг        | Золото |
| Міжнародний турнір Ньюйоркського атлетичного клубу 2012      | США    | вільна боротьба, до 120 кг        | Золото |
| Турнір Олександра Медведя 2013                               | США    | вільна боротьба, до 120 кг        | Золото |
| Rumble on the Rails 2013                                     | США    | multiple Style Event, до LL120 кг | Срібло |
| Меморіал Вацлава Циолковського 2013                          | США    | вільна боротьба, до 120 кг        | Бронза |
| Золотий Гран-прі з боротьби 2014 (Баку)                      | США    | вільна боротьба, до 125 кг        | Бронза |
| Beat the Streets 2015                                        | США    | вільна боротьба, до 125 кг        | Золото |
| Гран-прі Парижа з боротьби 2016                              | США    | вільна боротьба, до 125 кг        | Бронза |
| Олімпійський кваліфікаційний турнір з боротьби 2016 (Фріско) | США    | вільна боротьба, до 125 кг        | Золото |
| Олімпійські випробування США 2016                            | США    | вільна боротьба, до 125 кг        | Золото |